# نوک‌نهنگ بیل‌دندان
نوک‌نهنگ بیل‌دندان گونهای آب‌باز بسیار کم شناخته شده و عضو سرده میان‌دندان‌ها است. این جانور نخستین بار از سوی جان ادوارد گری در سال ۱۸۷۴ و از روی بخشی از استخوان فک آن، که در نزدیکی جزیره پیت پیدا شده بود، رده‌بندی شد. این نهنگ از آن رو استثنایی است که به صورت زنده تاکنون هیچ‌گاه دیده نشده‌است و احتمال دارد که کم شناخته شده‌ترین پستاندار کنونی جهان باشد.

## توصیف ظاهری
نخستین باری که لاشه این نهنگ دیده شد حوالی دسامبر ۲۰۱۰ بود که لاشه دو راس از این نهنگ‌های نادر در کرانه‌های نیوزیلند شناسایی شدند. این دو یک مادر و فرزند بودند که طول مادر ۵ متر و ۳۰ سانتی‌متر و طول فرزندش نزدیک ۳ متر و نیم بود. تا پیش از این رویداد، تنها اطلاعات دانش‌مندان از این نهنگ از سه جمجمه ناقص به دست آمده بود که در خاک نیوزیلند و شیلی پیدا شده بودند. دندان‌های عاج این نوک‌نهنگ بسیار بزرگند (۲۳ سانتی‌متر طول) و از این لحاظ تنها با دندان‌های نوک‌نهنگ لایارد مقایسه‌پذیر هستند. از روی اندازه استخوان جمجمه می‌توان نتیجه گرفت که این نهنگ‌ها طولی میان ۵ تا ۵٫۵ متر دارند.

## گستره و جمعیت
این گونه تاکنون زنده دیده نشده‌است، از این رو هیچ آگاهی نسبت به رفتار آن در دسترس نیست. با این حال حدس زده می‌شود که همانند دیگر نوک‌نهنگ‌های با جثه متوسط، در آب‌های ژرف زندگی کند، تنها یا در گروه‌های کوچک ساکن باشد، و از ماهی مرکب و ماهیان کوچک تغذیه کند.
جمعیت این نوک‌نهنگ به گونه کامل ناشناخته‌است ولی به نظر نمی‌آید پرتعداد باشند.